# Villa Capellaro
La Villa Capellaro è una storica residenza della città piemontese di Ivrea in Italia. Fa parte del sito diventato patrimonio mondiale dell'Unesco sotto la denominazione Ivrea, città industriale del XX secolo.

## Storia
La villa venne progettata tra il 1953 e il 1955 da Marcello Nizzoli e Gian Mario Oliveri. Costruita per il celebre ingegnere Natale Capellaro, la villa forma parte di quel nucleo di residenze finalizzate ad alloggiare il personale direttivo dell'Olivetti e le loro famiglie.

## Descrizione
L'edificio si trova in via Pinchia, a poca distanza dalle vecchie fabbriche e dagli uffici della Olivetti.
L'edificio è il risultato di una complessa ricerca sulla composizione volumetrica, che viene accentuata dalle diverse soluzioni impiegate per il trattamento delle facciate, pietra e intonaco.